# Zenodoxus mexicanus
Zenodoxus mexicanus is een vlinder uit de familie wespvlinders (Sesiidae), onderfamilie Tinthiinae.
Zenodoxus mexicanus is voor het eerst wetenschappelijk beschreven door Beutenmüller in 1897. De soort komt voor in het Nearctisch gebieden het  Neotropisch gebied.